# Legătură ionică

Sodiul și fluorul se leagă ionic pentru a forma fluorura de sodiu. Sodiul cedează un electron pentru a-și forma configurație electronică stabilă, iar electronul său este primit de către atomul de fluor. Sub acțiunea forțelor electrostatice, cei doi atomi se atrag reciproc.

Legătura ionică este un tip de legătură chimică formată datorită existenței unor forțe electrostatice dintre doi ioni încărcați cu sarcini opuse. Legăturile ionice sunt adesea formate între un cation (care este adesea un metal), și un anion (care este adesea un nemetal). Legătura ionică pură nu poate exista: toți compușii ionici au un mic grad de legătură covalentă. Astfel, o legătură ionică este considerată o legătură în care caracterul ionic este mai proeminent decât caracterul covalent. Cu cât este mai mare diferența de electronegativitate între cei doi atomi care-și formează legătura,  cu atât legătura este mai polară (mai ionică). 
Factorii care influențează legătura ionică
Legătura Ionică poate fi influențată de: 
- energia de ionizare (sau potențialul de ionizare) este o mărime exact definită și precis măsurabilă, fiind egală cu energia consumată pentru înlăturarea unor electroni sau mai mulți. 
-afinitatea pentru electroni  este o mărime care nu poate fi măsurată cu acuratețe. Aceasta este egală cu energia necesară pentru acceptarea unui electron sau mai mulți. 
Alți factori importanți pentru formarea legăturii ionice sunt mărimea particulelor implicate, raza mică a cationului încurajând legătura ionică, numărul de sarcini pozitive și negative și polarizabilitatea, adică aptitudinea de a deforma norul electronic sub inflența unui câmp de semn opus. 
Deformarea legăturii ionice
Atunci când diferența dintre electronegativitatea celor doi atom este de 1,7 înseamnă că legătura este ionică, iar dacă diferența este mai mică decât 0,4, legătura este covalentă.  În cazul care diferența este între 0,5 și 1,7 legătura ionică se deformează, devenind parțial covalentă. Sarcina pozitivă a cationului atrage norul electric al anionului, devenind comun amândurora.     
În general deformabilitatatea legăturii ionice depinde de raza cationului, care trebuie să fie cât mai mică și polarizabilitatea anionului, care trebuie să fie cât mai mare.   
Proprietățile compușilor ionici
Starea de agregare a compușilor ionici este în general solidă, având puncte de topire și de fierbere foarte mari. Acestea se datorează legăturii foarte puternice   
Comportarea la lovire - compușii ionici sunt casanți căci atunci când îi lovesc, planurile de ion se deplasează, ajungând la un moment dat ionii de același semn să fie unul lângă altul. Aceștia se resping și se vor obține două cristale ionice.    
Solubilitatea- compușii ionici se dizolvă în solvenți polari precum apa.   
Conductibilitate - compușii ionici în stare solidă nu pot conduce curentul electric, atomii ocupând poziții fixe. Dar în soluții, ionii nu mai ocupă poziții fixe, putând să se deplaseze spre electroizi, permițând astfel curentul electric să circule.   